# 1548 en musique classique
| \| • Retour à la chronologie générale de la musique classique • \| |
| Grèce • Rome • Haut Moyen Âge • VIIIe siècle • IXe siècle • Xe siècle • XIe siècle XIIe siècle • XIIIe siècle • XIVe siècle • XVe siècle • XVIe siècle • XVIIe siècle XVIIIe siècle • XIXe siècle • XXe siècle • XXIe siècle |
| • Retour à la chronologie générale de la musique classique • |

| Années en musique classique : 1545 - 1546 - 1547 - 1548 - 1549 - 1550 - 1551    |
| Décennies en musique classique : 1510 - 1520 - 1530 - 1540 - 1550 - 1560 - 1570 |

## Événements
- 22 novembre : Fondation du Staatskapelle de Dresde par le prince-électeur de Saxe Maurice.

## Naissances
Vers 1548 :

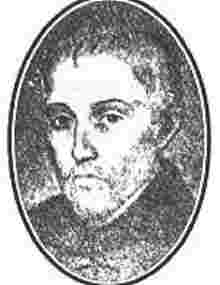
Tomás Luis de Victoria.

- Tomás Luis de Victoria, compositeur espagnol († 27 août 1611).

1548 ou 1549 :
- Lambert de Sayve, compositeur franco-flamand († 1614).

## Décès
- 10 avril : Giacomo Fogliano, compositeur, maître de chapelle, claveciniste et organiste, italien (° 1468).
- 6 août : Georg Rhau, compositeur, éditeur de musique, Thomaskantor (° 1488).